# Famille von Plotho
La famille von Plotho est une famille de la noblesse immémoriale de l’évêché du Magdebourg. Les racines de cette famille se trouvent au château fort de Plothe à Altenplathow qui fait aujourd’hui partie de la municipalité de Genthin dans la Saxe-Anhalt.

## Historique

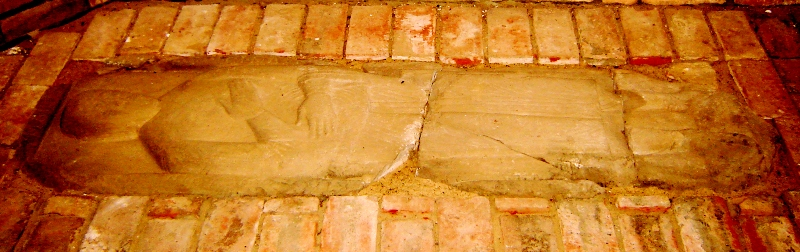
Tombe romane du chevalier Hermann von Plotho (mort en 1170) découverte dans l'ancienne sacristie de l'église d'Altenplathow, lors de fouilles en 1905

Cette famille est probablement d’origine wende et descend d’une famille de la chevalerie slave. Elle est mentionnée la première fois par écrit avec le seigneur Hermanus de Plotho en 1135, vassal de l’archevêque Conrad de Magdebourg (1100-1142). Son descendant Johannes von Plotho obtient en 1171 le titre et les privilèges d’edler (au-dessous de baron, au-dessus de la noblesse non titrée). Les frères Gebhard et Johann von Plothe octroient en 1237 le privilège de ville à Kyritz, selon le droit de Stendal. Ensuite ce même Johann, Johannes gratia dei dominus de Plothe, accorde en 1245 un privilège aux tapissiers de Kyritz. Lorsque le seigneur du château fort d’Altenplathow, Wolf von Plotho, meurt en 1294, le château et sa seigneurie, Genthin et de nombreux villages alentour reviennent à l’archevêché de Magdebourg. Les seigneurs de Plotho sont désormais ministériels de l’archevêque et remplissent de hautes fonctions dans son État qui était une principauté immédiate du Saint-Empire. Ils se mettent aussi au service du margrave de Brandebourg au XIVe siècle. En 1378, l’ancêtre de la famille, Gebhard von Plotho, fonde les branches de Parey, Jerichow, et Plote.
En 1643, Wolfgang von Plotho est titré baron du Saint-Empire par Ferdinand III.

## Personnalités

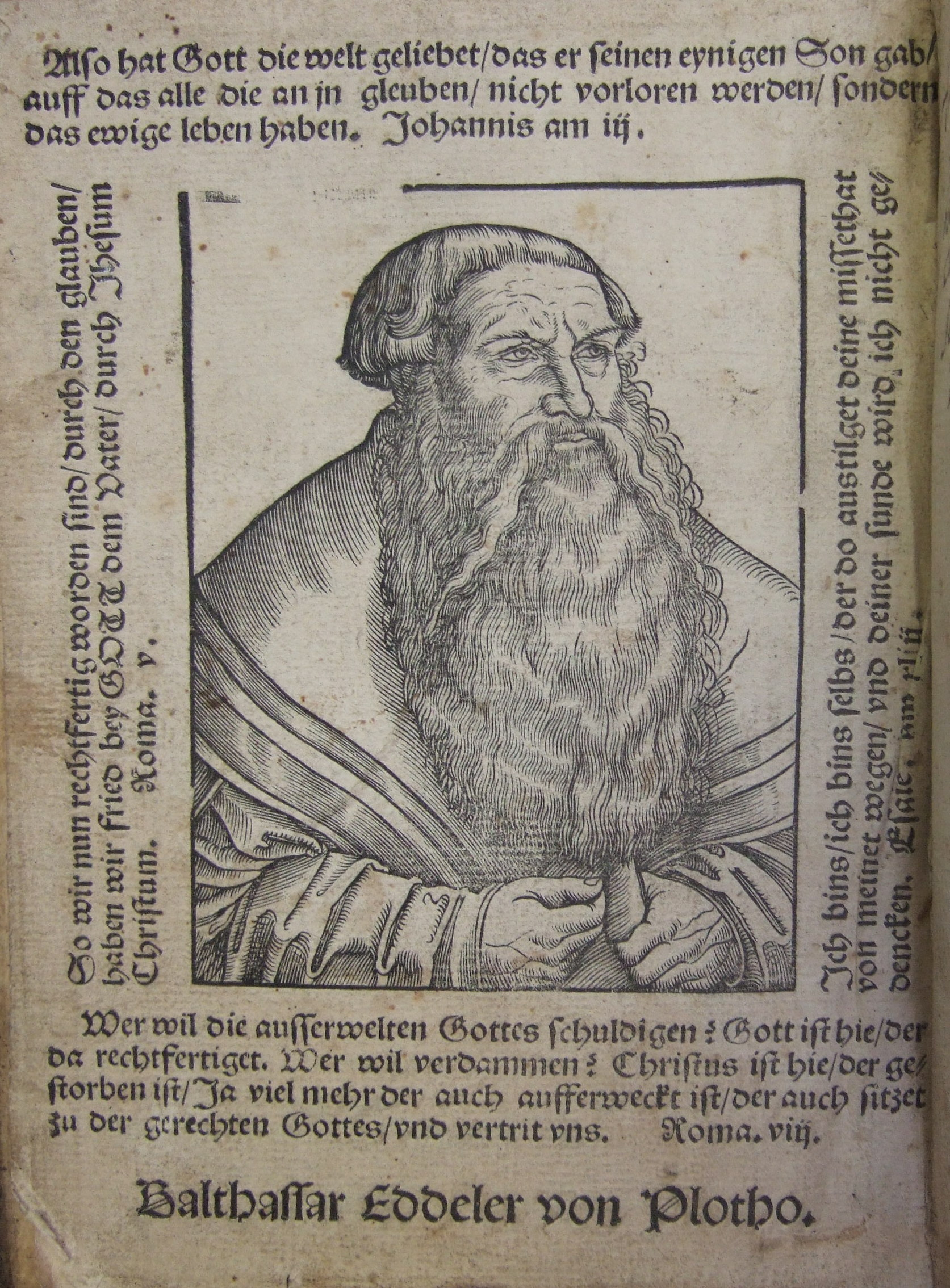
Ex libris avec le portrait de Balthazar Edler von Plotho (....-15..)

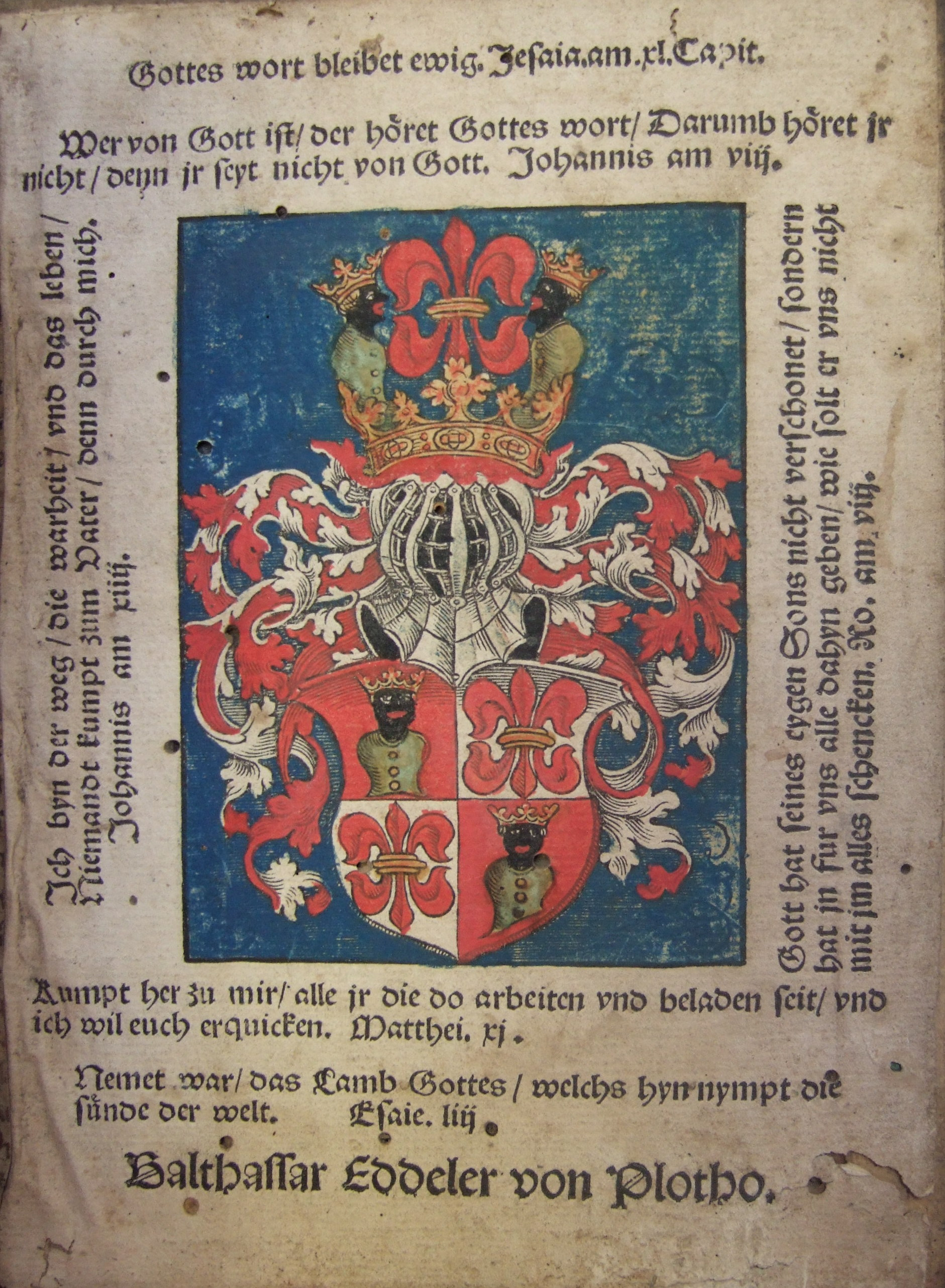
Ex libris de Balthazar Edler von Plotho (....-15..)

- Carl von Plotho (1780-1820), lieutenant-colonel de l'armée royale de Prusse, historien militaire et écrivain
- Carl von Plotho (de) (1827-1886), administrateur de l'arrondissement de Jerichow I (de)
- Elisabeth von Plotho (de) (1853-1952), épouse du baron von Ardenne, modèle de Theodor Fontane pour son personnage romantique d'Effi Briest
- Erich Christoph von Plotho (de) (1707-1788), homme politique prussien
- Franz Philipp von Plotho (de) (1657-1714), général prussien
- Gebhard von Plotho (1860-1927), général prussien
- Ludwig Otto von Plotho (de) (1663-1731), ministre prussien
- Manfred von Ardenne (1907-1997), physicien allemand, petit-fils d'Elisabeth von Plotho (de)
- Manfred von Plotho (de) (1908-1987), officier allemand
- Wilhelm Julius von Plotho (de) (1728-1802), général prussien
- Wolfgang von Plotho (de) (1849-1926), administrateur de l'arrondissement de Jerichow II (de)
- Wolfgang von Plotho (de) (1879-1946), général prussien